# Dekot
Dekot est un groupe espagnol de rock, originaire de Maruri-Jatabe, dans la Biscaye.

## Histoire
Dans la seconde moitié de 2014, Ibai Ayerza Sánchez fonde le groupe dans la ville biscayenne de Maruri-Jatabe. En 2016, ils sortent une démo de quatre chansons et grâce à elle, ils remportent le concours de démos Gaztea la même année. Puis, la moitié des membres quitte le groupe, à ce moment-là Ibai et Ibon Aguirre Chavero décident de continuer le projet. En 2017, ils ont sorti une chanson intitulée In the ocean . Après de nombreux changements de direction, ils sortent en 2021 leur premier album studio, Döner Kebab Pizza Italia (enregistré et mixé aux Gaztain Studios de Zestoa sous la direction d'Ibai Ayerza et Eñaut Gaztañaga). En 2023, dans les mêmes conditions, ils sortent leur deuxième album intitulé Photoplayer. Depuis, le groupe donne plusieurs représentations dans de nombreuses villes d'Espagne. Bien que la plupart des textes soient écrits en espagnol, leurs albums comprennent des chansons chantées en basque ou en anglais. 

## Discographie
- 2016 : Dekot (EP)
- 2017 : In the Ocean (single)
- 2021 : Döner Kebab Pizza Italia
- 2023 : Photoplayer